# Hallo Gelderland
Hallo Gelderland! was een consumentenprogramma van het regionale televisiestation TV Gelderland. Het werd elke vrijdagavond uitgezonden en daarna de hele nacht herhaald. In het programma werden kwalijke zaken van bedrijven onder de loep genomen, tests verricht en opvallende producten besproken. Ook heeft het programma de laatste jaren duizenden guldens ingezameld voor het goede doel met de Guldens voor het goede doel actie. Het programma werd gepresenteerd door Irene ten Voorde en Rob Kleijs en was een vervolg op De Televisieman van Frits Bom. 
Sinds begin 2011 heette het programma Hallo?! en was in december 2012 de laatste uitzending.